# アルバート・S・カイル
アルバート・S・カイル（Albert S. Kyle）は、アメリカ合衆国のファイナンス学者であり、マーケット・マイクロストラクチャーの分野における先駆的な研究で知られている。現在、メリーランド大学ロバート・H・スミス・スクール・オブ・ビジネスのチャールズ・E・スミス記念教授を務めている。
2025年に来日して、東京都立大学で研究報告をしている。

## 経歴
1973年にワシントン大学にて学士号（BA）を取得し、1981年にシカゴ大学で経済学の博士号（Ph.D.）を取得した。博士論文では、市場の流動性と価格形成に関する理論的研究を行った。
その後、カーネギーメロン大学、プリンストン大学、デューク大学、コーネル大学、ノースウェスタン大学のケロッグ経営大学院などで教鞭を執った。2006年より、メリーランド大学ロバート・H・スミス・スクール・オブ・ビジネスのチャールズ・E・スミス記念教授に就任している。

## 学術的業績
カイル教授は、1985年に発表した論文「Continuous Auctions and Insider Trading」において、情報を持つトレーダー（インサイダー）が市場に与える影響を分析する「カイル・モデル（Kyle Model）」を提示した。このモデルは、マーケット・マイクロストラクチャー理論の基礎的枠組みとして広く引用されている。
また、カイルは金融市場の流動性、価格発見、マーケットメイキング、インサイダー取引に関する数多くの論文を発表しており、実証・理論の両面で市場の構造的理解に貢献してきた。近年では、金融市場におけるブロックチェーンや暗号資産（仮想通貨）のマイクロストラクチャーにも関心を示している。

## 栄誉・受賞歴
- 2002年：Econometric Society フェローに選出[3]

- 2014年：American Finance Association（米国ファイナンス学会） フェローに選出[4]
- 2018年：CME Group–MSRI Prize in Innovative Quantitative Applications を受賞[5]

## 主な著作
- Kyle, A. S. (1985). "Continuous Auctions and Insider Trading." Econometrica, 53(6), 1315–1335.
- Kyle, A. S. (1989). "Informed Speculation with Imperfect Competition." Review of Economic Studies, 56(3), 317–355.
- Kyle, A. S., & Obizhaeva, A. (2016). "Market Microstructure Invariance: Theory and Empirical Tests." Econometrica, 84(4), 1345–1404.